# TG3 Linea Notte
TG3 Linea Notte è un programma televisivo di approfondimento giornalistico organizzato sullo schema del rotocalco televisivo, a cura della redazione del TG3.
Va in onda dal lunedì al venerdì, da mezzanotte all'una. D'estate il programma va in onda in seconda serata ed è più breve. Viene sospeso durante il periodo natalizio e ad agosto. Viene trasmesso in diretta dal Centro di Produzione RAI di Saxa Rubra (Roma).

## Il programma
Il programma, nato il 20 ottobre 2008 dall'accorpamento del TG3 Mezzasera e della rubrica Primo Piano, prevede il dialogo fra il presentatore ed una serie di ospiti in studio o in collegamento, in genere esponenti della politica italiana o del giornalismo. Vi è spazio per una breve rassegna stampa presentata a turno dai giornalisti della redazione del TG3.
In onda dal lunedì al venerdì a mezzanotte con una durata di un'ora (e in estate con un orario che oscilla tra le 22:50 e le 23:30 e una durata di 20-30 minuti), viene trasmesso da Saxa Rubra in Roma ed è stato condotto da Maurizio Mannoni dal 2008 al 2023. Ad agosto 2016, durante la pausa estiva, è condotto da Maria Cuffaro. All'epoca in cui la testata era diretta da Bianca Berlinguer, in alcune occasioni era lei a condurre la trasmissione o i vicedirettori Giuliano Giubilei e Maurizio Ambrogi. Caratteristiche di Linea Notte erano la copertina e la rassegna stampa.
Dal 19 settembre 2016, Linea Notte subisce un restyling: scompare la copertina, sostituita da un breve sommario con i fatti più importanti del giorno letto dal conduttore, con la caratteristica di mettere a confronto due personaggi che hanno rappresentato la giornata appena trascorsa. Il tavolo dello studio viene suddiviso in quattro parti, dove siedono più ospiti rispetto alla versione precedente e anche alcuni giornalisti del TG3, che cambiano di puntata in puntata. Viene mantenuta invece la rassegna stampa.
Linea Notte viene sospeso durante il periodo natalizio.
Il programma era curato in origine da Guido Dell'Aquila, poi (con il cambio di direzione del 2009) viene curato a turno dai vicedirettori della testata.
All'interno di Linea Notte andava in onda fino al 7 gennaio 2022 la terza edizione dei telegiornali regionali, della durata di 4 minuti per poi essere distaccata e cancellata sulla decisione dell'amministratore delegato Rai Carlo Fuortes.
Dal 4 agosto 2016, in seguito all'uscita di Bianca Berlinguer, Maurizio Mannoni ha preso la guida della trasmissione. In studio anche Tindara Caccetta che si occupa degli aggiornamenti in diretta e delle prime pagine dei quotidiani, poi sostituita da Giusi Sansone.
Nell'autunno 2020, durante la temporanea assenza di Maurizio Mannoni, in conduzione vi sono Giusi Sansone e Giovanna Botteri, che si occupa degli aggiornamenti dagli Stati Uniti nel periodo elettorale.
Dall'11 gennaio 2021 la trasmissione presenta un nuovo studio con una nuova scenografia. Accanto a Mannoni, in co-conduzione, Giusi Sansone; mentre Giovanna Botteri è ospite fissa nei giorni lunedì, mercoledì e venerdì fino al 5 aprile 2021. Dalla settimana successiva Giovanna Botteri fa ritorno in Cina come corrispondente fino al mese di agosto. Da settembre 2021 Botteri è nuovamente presente in studio, mentre Giusi Sansone è sostituita da Patrizia Senatore poiché impegnata nella conduzione del programma mattutino Agorà Weekend.
Dal 4 settembre 2023 a condurre la trasmissione è Monica Giandotti, in sostituzione di Mannoni che ha lasciato la trasmissione per sopraggiunto pensionamento. Dallo stesso giorno viene rinnovata la sigla musicale, non più in linea con quella del notiziario principale.
Dal 14 aprile 2025 subentra nella conduzione Ilaria Capitani, avendo Monica Giandotti accettato di condurre, dallo stesso giorno, TG2 Post.

## TG3 Linea Notte Estate
Nel periodo estivo, Linea Notte va in onda con le stesse modalità ma con durata ridotta (circa 45 minuti) e in seconda serata. Ad agosto viene sostituito con un'edizione di mezzasera del TG3.
Nell'agosto 2020 i conduttori sono gli stessi dell'edizione delle 19:00.
Nell'estate 2024 è condotto da Ilaria Capitani mentre nell'estate 2025 da Valentina Antonello e da Matteo Valerio, a settimane alterne.